# Miconia pandurata
Miconia pandurata är en tvåhjärtbladig växtart som beskrevs av José Jéronimo Triana. Miconia pandurata ingår i släktet Miconia och familjen Melastomataceae. Inga underarter finns listade i Catalogue of Life.